# 饭团外卖
饭团外卖是加拿大的亚洲美食外卖品牌，提供餐饮美食、水果生鲜、超市便利等品类的即时配送服务。创立于2014年，总部设立于加拿大温哥华。
饭团外卖覆盖温哥华、多伦多、蒙特利尔、纽约、西雅图、洛杉矶等40个加拿大、美国城市。

## 发展历程
2018年，饭团外卖获得硅谷投资机构500万美元融资。
2020年，饭团外卖完成1200万美元A轮融资，元璟资本领投。
2021年，饭团外卖完成3500万美元B轮融资，兰馨亚洲领投。
2023年12月5日，饭团完成4000万美元C轮融资，由美国生鲜杂货电商平台GrubMarket和种子轮领投方凯尔特亚洲创投共同领投。

## 营运区域
- 加拿大
- 美国
- 英国